# Octidi
Die zwölf Monate des republikanischen Kalenders der Französischen Revolution sind jeweils in drei „Dekaden“ zu zehn Tagen eingeteilt. Octidi ist der achte Tag einer Dekade. Der 8. 18. und 28. jedes Monats fallen auf einen Octidi.

## Tagesnamen
Die Tagesnamen des Octidi sollten (wie die meisten anderen Tagesnamen) landwirtschaftliche Nutzpflanzen sein. Nur im Nivôse sollten die Tage nach Mineralen und tierischen Substanzen benannt werden. Von diesem ursprünglichen Konzept Fabre d’Églantines ist die Nationalversammlung teilweise abgewichen.
| Monat                                                                                     | 1re Décade | 1re Décade                   | 2e Décade | 2e Décade                       | 3e Décade | 3e Décade                |
| ----------------------------------------------------------------------------------------- | ---------- | ---------------------------- | --------- | ------------------------------- | --------- | ------------------------ |
| Vendémiaire                                                                               | 8.         | Amaranthe (Tausendschön)     | 18.       | Sarrazin (Buchweizen)           | 28.       | Tomate (Tomate)          |
| Brumaire                                                                                  | 8.         | Scorsonère (Schwarzwurzel)   | 18.       | Dentelaire (Bleiwurz)           | 28.       | Coing (Quitte)           |
| Frimaire                                                                                  | 8.         | Miel (Honig) Epicéa (Fichte) | 18.       | Lierre (Efeu)                   | 28.       | Truffe (Truffe)          |
| Nivôse                                                                                    | 8.         | Fumier (Dung)                | 18.       | Pierre à chaux (Kalkstein)      | 28.       | Zinc (Zink)              |
| Pluviôse                                                                                  | 8.         | Mézéréon (Seidelbast)        | 18.       | If (Eibe)                       | 28.       | Cyclamen (Alpenveilchen) |
| Ventôse                                                                                   | 8.         | Violette (Veilchen)          | 18.       | Mouron (Vogelkraut)             | 28.       | Capillaire (Frauenhaar)  |
| Germinal                                                                                  | 8.         | Jonquille (Jonquille)        | 18.       | Ciguë (Gartenschierling)        | 28.       | Pensée (Stiefmütterchen) |
| Floréal                                                                                   | 8.         | Champignon (Champignon)      | 18.       | Corbeil d’or (Felsensteinkraut) | 28.       | Buglose (Ochsenzunge)    |
| Prairial                                                                                  | 8.         | Martagon (Türkenbund)        | 18.       | Pavot (Mohn)                    | 28.       | Thym (Thymian)           |
| Messidor                                                                                  | 8.         | Échalottes (Schalotten)      | 18.       | Cesse (Platterbse)              | 28.       | Vesce (Wicke)            |
| Thermidor                                                                                 | 8.         | Carthame (Färberdistel)      | 18.       | Amande (Mandel)                 | 28.       | Lupin (Lupine)           |
| Fructidor                                                                                 | 8.         | Apocyn (Hundswürger)         | 18.       | Nerprun (Kreuzdorn)             | 28.       | Maïs (Mais)              |
| Vorschläge von Fabre d’Églantine, die nicht akzeptiert wurden, erscheinen in Kleinschrift |            |                              |           |                                 |           |                          |